# Zeadmete ovalis
Zeadmete ovalis är en snäckart som beskrevs av Dell 1956. Zeadmete ovalis ingår i släktet Zeadmete och familjen Cancellariidae. Inga underarter finns listade i Catalogue of Life.